# Philippe Sagnac
Philippe Sagnac, né le 1er mai 1868 et mort le 24 février 1954 est un historien et professeur d'université français. Il est le frère du physicien Georges Sagnac.

## Biographie
Philippe Sagnac fréquente le lycée de Périgueux puis lycée Louis-le-Grand (où il étudie la rhétorique et la philosophie). Étudiant à l’École Normale Supérieure en 1891, il obtient l'agrégation d'histoire en 1894. Le 22 décembre 1898, il soutient ses deux thèses de doctorat ès lettres à la Faculté de Paris. La première, en français, consiste en un essai d'histoire sociale traitant de la législation civile durant la Révolution française (avec les bornes chronologiques suivantes : 1789-1804). La deuxième, en latin, s'intéresse à l'extension de la domination sur le Jura sous Louis XVI.
Il est chargé de cours d’histoire moderne et contemporaine à la faculté des Lettres de Lille à partir de 1899, puis devient professeur d’histoire moderne et contemporaine à Lille en 1905. En parallèle, il dirige la Revue d'histoire moderne et contemporaine (1899-1914). Il est délégué à la faculté de Bordeaux durant la Première Guerre mondiale, et revient à Lille de 1919 au premier avril 1923
Philippe Sagnac occupe plusieurs postes en lien avec l'histoire de la Révolution française. Ainsi, il devient professeur d'histoire de la Révolution française à la Faculté de lettres de Paris à partir du 1er avril 1923. Il est également titulaire de la chaire de l'Institut d'histoire de la Révolution française de 1923 à 1937, et fonde le Centre d'études sur la Révolution française de l'Université de Paris en 1932. Il est directeur de la revue La Révolution française de 1933 à 1939, et président de l'Institut international de la Révolution française en 1937. Il devient président puis président d'honneur de la Société d'histoire moderne.
Il dirige, avec Louis Halphen, la collection Peuples et civilisations en 22 volumes et contribue à de nombreuses revues : Scientia, Revue de synthèse historique, Revue historique, Revue des études napoléoniennes, etc.
Philippe Sagnac a également dispensé un cours public au Caire entre 1926 et 1928, ainsi que des conférences publiques à Alexandrie et au Lycée français sur la formation de la civilisation moderne en Europe (1928-29). Il prend sa retraite le 1er octobre 1937, devenant ainsi professeur honoraire.
Il est promu officier de la légion d'honneur en 1946, et obtient Grand Prix Gobert de l'Académie française en 1942. Il est également lauréat de l'Académie française et de l'Académie des sciences morales et politiques.

## Thèses
Pour Sagnac, la franc-maçonnerie, fille de la philosophie française, a préparé la révolution en préparant les esprits à des réformes qui auraient pu se faire pacifiquement.

## Publications
- La législation civile de la révolution française (1789-1804) - essai d'histoire sociale (1898), thèse de doctorat ès lettres
- Quomodo Jura dominii aucta fuerint regnante Ludovico sexto decimo (1898), thèse de doctorat ès lettres
- « Les Juifs et la Révolution française (1789-1791) » in Revue d'histoire moderne et contemporaine, tome 1 N° 3,1899. pp. 209-234, lire en ligne.
- "Les Juifs et Napoléon (1806-1808)" in Revue d'histoire moderne et contemporaine, tome 2, 1900-1901, p. 461-484, 595-626, et tome 3 (1901-1902), p. 461-492.
- La fin de l'ancien régime et la révolution américaine, 1763-1789
- La fin de l'ancien régime, 1898
- La formation de la société française moderne, 1947
- Les comités des droits féodaux et de législation et l'abolition du régime seigneurial (1789-1793) documents publiés, 1907
- La formation de la société française moderne
- La révolution du 10 août 1792, 1945
- Le Rhin français pendant la Révolution et l'Empire, 1917, prix Thérouanne de l'Académie française en 1919.
- Le crédit de l'État et les banquiers à la fin du XVIIe et au commencement du XVIIIe siècle, 1917
- La Révolution de 1789. Paris, Les Éditions Nationales. 1934, 2 T. C/ Jean Robiquet.

## Distinctions
- Officier de la Légion d'honneur